# Бранкачк, Ян
Ян Бра́нкачк (в.-луж.  Jan Brankačk, нем. Jan Brankatschk, 25 сентября 1930 года, Реккельвиц, Германия — 18 сентября 1990 года, Лейпциг, Германия) — серболужицкий историк.

## Биография
Родился 25 сентября 1930 года в лужицкой семье в Реккельвице. После окончания начальной школы до 1945 года работал на сельскохозяйственных работах. В 1947 году стал обучаться в средней школе, которую закончил в 1951 году в возрасте 21 года. В 1951 году поступил на исторический факультет Лейпцигского университета. После окончания Лейпцигского университета в 1955 году работал младшим научным сотрудником исторического отделения в Серболужицком институте. В 1955 году был выбран членом правления серболужицкой культурно-просветительской организации Домовина. В 1956 году вступил в СЕПГ. В марте 1962 году защитил диссертацию на соискание научной степени доктора исторических наук по теме «Untersuchungen zur Wirtschafts- und Sozialgeschichte der Westslawen zwischen Elbe/Saale und Oder aus der Zeit vom 9. bis zur Mitte des 13. Jahrhunderts» (Экономическая и социальная история западных славян между Эльбой и Одером начиная с IX до середины XIII века).
В феврале 1969 года был назначен доцентом серболужицкой истории на историческом факультете университета имени Карла Маркса в Лейпциге. В декабре 1985 года защитил диссертацию на соискание научной степени доктора философии по теме «Produktionsmittelbesitz, Klassenstruktur, Feudallasten und Rechtslage der werktätigen Landbevölkerung in Grundherrschaften der Lausitzen (1374—1518). Eine Studie zur Lage der Volksmassen im entfalteten Feudalismus und am Vorabend des deutschen Bauernkrieges» (Средства производства, классовая структура и феодальное право работающего населения в Верхней Лужице (1374—1518). Исследования по вопросу о положении населения в развитом феодализме накануне крестьянских войн).
Скончался 18 сентября 1990 года в Лейпциге.

## Сочинения
- Hrodźišća serbskich kmjenow, pomniki našich prjedownikow. Budyšin 1958 (в соавторстве с Юрием Кнебелем)
- Studien zur Wirtschaft und Sozialstruktur der Westslawen zwischen Elbe-Saale und Oder aus der Zeit vom 9. bis zum 12. Jahrhundert, Domowina-Verlag Bautzen 1964
- Landbevölkerung der Lausitzen im Spätmittelalter. Hufenbauern, Besitzverhältnisse und Feudallasten in Dörfern großer Grundherrschaften von 1374—1518, Bautzen 1990
- Geschichte der Sorben, Band 1 Von den Anfängen bis 1789, Domowina-Verlag, Bautzen 1977
- Politische und kulturelle Entwicklung der slawisch-sorbischen Stämme im Gebiet von Saale-Elbe-Neiße im 6. bis 10. Jahrhundert. W: Sächsische Heimatblätter, 1982/5.